# Ancylomenes longicarpus
Ancylomenes longicarpus es una especie de camarón de la familia Palaemonidae, orden Decapoda. Fue descrito en 1983.

## Simbiosis
La comparte con anémonas Entacmaea quadricolor, así como también algunas del género Heteractis, entre ellas la anémona cuero.